# إنفلونزا الخيول
يعد مرض أنفلونزا الخيول أو النَزْلَةُ الخَيلِيَّة (بالإنجليزية: Equine influenza)‏ اختصاراً (horse flu) هو مرض ناجم عن سلالات من الإنفلونزا أ. يعد من اخطر الامراض التي قد تصيب الخيول وعادة يكون المرض قاتل وخلال عام 2008 أصيبت عدة آلاف من الخيول المصرية في محافظات الإسكندرية والقاهرة والجيزة والشرقية والقليوبية وأسوان بإنفلونزا الخيول، فهل يمكن أن يصاب الإنسان بإنفلونزا الخيول؟ وهل تظهر أعراض مرضية في هذه الحالة؟ وهل تصاب أنواع أخرى من الحيوانات بإنفلونزا الخيول؟ وهل ينتقل فيروس المرض بين الحصان والإنسان وباقي أنواع الحيوانات؟
الإجابة معقدة قليلاً، فالمرض بالتأكيد يصيب الخيول والبغال والحمير والجمال والحمير المخططة، وفي عام 2004 تأكد لأول مرة أنه يصيب الكلاب (كراوفورد وآخرون 2005 – الولايات المتحدة) وذلك نتيجة لحدوث تحور في جينات الفيروس يُعتقد أنه حدث في عام 1999 وخلال سنوات قليلة انتشر الفيروس بين الكلاب في أكثر من 12 ولاية أمريكية، وبالنظر إلى انتشار عادة تربية الكلاب الأليفة بالمنازل في الولايات المتحدة فهناك قلق حقيقي من انتشار الفيروس الجديد بين أكثر من 50 مليون كلب أليف، المثير للقلق حقاً أنه أصبح ينتقل بين الكلاب مباشرة وهي سابقة منذرة بالخطر في حالة حدوث تحور لأي من فيروسات الإنفلونزا الأخرى بحيث ينتقل الفيروس من نوع إلى نوع آخر، وذلك خلافاً لما حدث في حالة فيروس إنفلونزا الطيور من النوع H5N1 حيث لا زالت كل الإصابات البشرية تتم عن طريق الاختلاط المباشر بالطيور المصابة أو الحاملة للفيروس.
أما في حالة الإنسان، في خلال أكثر من أربعين عاما منذ تم التعرف وعزل فيروسات إنفلونزا الخيول، لم تسجل إصابة بشرية واحدة نتيجة للاختلاط بالخيول حتى الآن، غير أنه تم رصد أجسام مضادة لفيروس إنفلونزا الخيول في دماء البشر المخالطين لخيول مصابة بالمرض، وفي المقابل تم رصد أجسام مضادة للإنفلونزا البشرية في دماء الخيول، بما يعني أن فيروسات الإنفلونزا البشرية من ثلاثة أنواع هي A(H1N1) A(H3N2) والنوع B دخلت أجسام الخيول واستثارت جهازها المناعي لتصنيع أجسام مضادة أمكن قياس معدلاتها، أيضاً دون ظهور أعراض مرضية على هذه الخيول (أولالاي 1999 - نيجيريا، مانسيني 2006 – البرازيل)، فمن سيكون أشد خطراً على الآخر الإنسان أم الحصان؟
إنفلونزا الخيول مرض قديم شديد العدوى سريع الانتشار تم التعرف على أعراضه منذ القرن الثامن عشر، وسببه فيروسات إنفلونزا الخيول من النوع A، ومنها نوعان الأول H7N7 وقد تم عزله لأول مرة سنة 1956، والثاني H3N8 وقد تم عزله لأول مرة سنة 1963، والمرض متوطن في كل دول العالم تقريباً، ماعدا نيوزلندا وأيسلندا، ويظهر على شكل وباء كل عدة سنوات غالبا نتيجة دخول حصان حامل لأحد فيروسات إنفلونزا الخيول ولا تظهر عليه أعراض مرضية إلى تجمع من الخيول تفتقر إلى المناعة ضد هذا الفيروس، أو نتيجة تحور في جينات الفيروس تجعله مختلفاً فلا يتعرف عليه الجهاز المناعي رغم التحصين.
تحدث العدوى في أي وقت من السنة ولا يوجد فصل تزيد فيه فرصة حدوث الوباء مثل الحال في إنفلونزا البشر مثلاً، وتتراوح فترة الحضانة من يوم إلى خمسة أيام، وتتراوح نسبة الإصابة بالمرض من 60% إلى 90% في الخيول غير المحصنة ولم تتعرض للفيروس من قبل، وتتراوح نسبة الوفيات في الخيول المريضة من 1 إلى 10% ونادراً ما تصل إلى 20% وتزيد عموماً بين الأمهار الصغيرة والخيول المسنّة والضعيفة والحمير.

## التشخيص
الأعراض السريرية تبدأ دائماً بارتفاع درجة الحرارة إلى 39 – 41 درجة مئوية، وأحيانا تتعدى 41 درجة (درجة حرارة الحصان الطبيعي 38.5 درجة مئوية) لمدة تتراوح من يوم إلى ثلاثة أيام، وخمول عام وضعف الشهية للطعام أثناء ارتفاع الحرارة لأكثر من 40 درجة، وسعال جاف ورشح مائي من الأنف يتغير لونه إلى الأصفر بعد عدة أيام، وقليلاً ما يظهر تورم العقد اللمفاوية بالوجه وتحت الفكين، بعض الخيول تعاني بشدة أو لفترة زمنية أطول من غيرها، ونادراً ما يظهر مغص أو تورم بالأرجل وكيس الصفن، لكن أغلب الخيول تشفى خلال أسبوعين أو ثلاثة أسابيع دون حدوث مضاعفات. وقد تعاني الأمهار الصغيرة والخيول المسنّة والضعيفة من صعوبة التنفس وتيبس الأطراف.
تنتشر العدوى عن طريق استنشاق الرذاذ المتطاير من الحصان المريض أثناء السعال والرشح، كذلك عن طريق أدوات تقديم الطعام والماء للخيول والأغطية والسروج التي تستعمل لأكثر من حصان، كذلك يمكن انتقال المرض على أيدي وملابس وأحذية العاملين والمخالطين للخيول المريضة، كذلك في سيارات نقل الخيول، وحيث أن المرض شديد العدوى سريع الانتشار، لذا من الضروري وبسرعة عزل الخيول المريضة وألا يسمح لها بالانتقال أو الاتصال بالخيول الأخرى، وكل الخيول السليمة التي خالطت خيولا مريضة لابد من عزلها وألا يسمح لها بالانتقال أو الاتصال ثانية بخيول أخرى حيث ينشر الحصان المريض فيروسات الأنفلونزا، أثناء فترة الحضانة، ولفترة قد تصل إلى أربعة عشر يوماً من بدء ظهور الأعراض.
والفيروس عموما ضعيف وتقتله أشعة الشمس والحرارة والصابون والكحول تركيز 70% وأغلب المطهرات المحتوية على اليود أو الكلورزيلينول أو الكلورهيكسيدين، غير أن الفيروس يستطيع البقاء حياً لعدة أيام في الماء وليوم واحد في التراب.

## العلاج
لا يوجد علاج فعال لإنفلونزا الخيول، لكن يجب استشارة الطبيب البيطري للكشف على الجهاز التنفسي للحصان ووصف العلاج الملائم مثل أدوية خفض الحرارة ومضادات الالتهاب ومهدئات السعال، كذلك لوصف المضادات الحيوية المناسبة في حالة حدوث المضاعفات الناتجة عن العدوى البكتيرية الثانوية مثل الالتهابات الرئوية، أو في حالة استمرار ارتفاع الحرارة لأكثر من ثلاثة أو أربعة أيام.

## الوقاية
وللوقاية من المضاعفات مثل الالتهاب الرئوي والتهاب غشاء التامور (غشاء عضلة القلب) فإن العلاج يعتمد أساسا على الراحة التامة لفترة لا تقل عن أربعة أسابيع وإبقاء الحصان في بيئة صحية نظيفة أثناء وبعد اختفاء الأعراض السريرية، بالإضافة إلى الأدوية التي ينصح بها الطبيب المعالج وذلك لإعطاء فرصة كافية لإعادة تكوين الغشاء المبطّن للقنوات التنفسية العليا والذي يمثل أحد خطوط الدفاع ضد الميكروبات المسببة للالتهابات الرئوية.
هناك عدد من اللقاحات التجارية ضد فيروس إنفلونزا الخيول تمنع ظهور الأعراض المرضية ولكنها لا تمنع الإصابة بالفيروس ونشره بين الخيول غير المحصنة، وتنقسم أنواع لقاحات إنفلونزا الخيول إلى نوع ميت يتم حقنه في عضلات الرقبة، ونوع حي مستضعف يتم رشه داخل الأنف، وتنعقد سنوياً لجنة من الخبراء لمراجعة أنواع فيروسات إنفلونزا الخيول التي تم عزلها وتصنيفها من أنحاء العالم، ثم إصدار توصية بمواصفات اللقاح القادر على مقاومة أنواع الفيروسات الجديدة وحتى تتمكن شركات إنتاج اللقاحات من إنتاج لقاح قادر على حماية الخيول من الفيروس المستمر في التحور تقريباً كل عامين أو ثلاثة.
ويتم التحصين بإعطاء الحصان جرعة أولى وبعد أربعة أسابيع جرعة منشطة، ويصبح الحصان محصناً بعد أسبوع آخر وتكرر الجرعات المنشطة كل ستة شهور في الحالات المعرضة أكثر للمرض، أو اثنا عشر شهراً في الحالات الأقل تعرضاً لاحتمالات الإصابة بالمرض، أما الفرسات العشار (الحوامل) فيفضل تكرار الجرعة المنشطة من أربعة إلى ستة أسابيع قبل ميعاد الولادة، أما الأمهار فلا يتم تحصينها أول مرة قبل بلوغها عمر ستة شهور ثم جرعة منشطة بعد شهر وتكرر بعد ذلك كالمعتاد في الخيول البالغة، وفي كل الأحوال يجب إتباع تعليمات الشركة المصنّعة بدقة.
في كل دول العالم تشترط الجهات المسؤولة إثبات تحصين الخيول ضد مرض الإنفلونزا قبل السماح لها بالمشاركة في المسابقات الرياضية أو مسابقات الجمال، وفي أغلب دول العالم يتم تعطيل سباقات ورياضات الخيول لفترة تتراوح بين عدة أسابيع إلى عدة شهور بعد ظهور آخر حالة مرضية، كما تتأثر سلباً كل أنواع الرياضات المتصلة بالخيول مثل السباق، القدرة والتحمل، قفز الحواجز، الترويض، البولو وغيرها.